# 烏牛欄 (臺中市)
烏牛欄，是臺灣臺中市豐原區的一個傳統地域名稱，也是全區行政中心所在地，位於該區南部偏西。相較於今日行政區，其範圍大致包括豐田里、田心里。

## 歷史
原為巴宰族烏牛欄社，台灣清治末期烏牛欄地區為一街庄，稱為「烏牛欄庄」，隸屬於捒東上堡。該庄西北與車路墘庄為鄰，北邊一小段與葫蘆墩街為鄰，東北與下南坑庄為鄰，東南邊為鐮仔坑口庄，南邊為茄荎角庄，西南邊為校栗林庄。
1901年（日明治三十四年）11月，全台廢縣廳改設二十廳，該庄隸屬於臺中廳。1903年（明治三十六年）6月，該庄編入「葫蘆墩區」，仍隸屬於臺中廳。1909年（明治四十二年）10月，全台二十廳合併為十二廳，葫蘆墩區隸屬不變。1920年（大正九年），全台地方制度大改正，該庄改制為「烏牛欄」大字，隸屬於臺中州豐原郡豐原街，大字下有「烏牛欄」、「田心子」。
戰後豐原街改制為豐原鎮，隸屬於臺中縣，大字亦改制為里。1950年10月，中、彰、投分治，豐原鎮隸屬不變。1976年，豐原鎮因人口超過十萬人而改制為縣轄豐原市。2010年12月，隨著臺中縣、市合併為直轄臺中市，豐原市改制為豐原區。

## 聚落
本地區發展較早的聚落有烏牛欄、田心仔，在日治期初期的官方地圖上已有記載。

## 交通
台鐵山線大致以東北—西南走向轉北北東－南南西走向經過烏牛欄地區西部。境內未設站，北側最近的是豐原車站，屬一等站，停靠大部分的普悠瑪號、自強號列車及其餘各級全部列車；南側最近的是潭子車站，屬三等站，僅停靠區間車及區間快車。由此等可前往台鐵沿線各站。
省道台3線（圓環東路、中山路）俗稱「內山公路」，是臺北至屏東的幹道，大致以東向西轉東南—西北走向再轉東北－西南走向經過本地區北端及西北部。由該道路向東轉繞大彎轉東北再繞大彎轉北北西再轉東北繞過豐原市中心可前往石岡、東勢、卓蘭、大湖等地，向西南可前往潭子、北屯、台中市區、大里等地。
省道台13線（圓環南路）是香山內湖至豐原的幹道，當中尖山至豐原路段俗稱「尖豐公路」，其南側端點位於本地區北部西側邊界處的省道台3線轉角路口。由此向西北繞大彎轉北北西經省道台10線路口後再繞大彎轉東北再轉北北西再轉北偏東可繞過豐原市中心前往后里、三義、銅鑼、苗栗等地。
區道中82線（合作街）是社口至豐原的道路，其東側端點位於本地區西部偏北的省道台3線路口。由此向西出境後轉西南經車路墘可前往三角子、社口中部偏南並止於區道中85線路口。
區道中84-1線（三和路）是溝仔墘至車路墘的道路，大致以北北東—南南西走向經過本地區極西點。由該道路向北北東轉北可前往車路墘地區東部偏北並止於區道中82線路口，向南南西可前往車路墘與校栗林交界地帶、校栗林與大埔厝交界地帶、大埔厝與潭子交界地帶並止於區道中84線路口。
區道中88-1線（南陽路59巷）是南陽至鏟子坑的道路，其東北側端點位於本地區東部凸出部分的東北側邊界處區道中88線路口。由此向南南西轉西北西沿本地區邊界而行，其後順路轉南偏西入境，後於本地區東部凸出部分的南側中央地帶過烏牛欄溪橋出境後，轉西南西可前往鐮子坑口西北部並止於區道中89線路口。
區道中89線（田心路二段）是豐原至聚興的道路，其北側端點位於本地區北部偏東的省道台3線路口。由此向南南東蜿蜒而行，過旱溪橋出境後轉南可前往鐮子坑口、聚興並止於其南部西側潭子區、北屯區交界處。
區道中89-1線（市政路5巷、育德街、豐南街、豐南街240巷）是田心至嘉仁的道路，其北側端點位於本地區北部偏東區道中89線路口。由此向西南轉南南西至豐南街路口，轉東南東至豐南街240巷巷口，轉南再轉南南西蜿蜒而行，出境後可前往茄荎角南部並止於區道中86線路口。

## 學校
- 豐南國中
- 豐田國小

## 廟宇
- 群靈祠（陰廟）